# Paternalismus
Mit Paternalismus (von lateinisch paternalis ,väterlich‘; pater: „Vater“) wird eine Herrschaftsordnung bzw. ein Politikstil beschrieben, die ihre Autorität und Legitimation auf eine vormundschaftliche Beziehung zwischen Herrschenden bzw. Regierenden einerseits und den von ihnen beherrschten bzw. regierten Menschen andererseits begründen (vgl. staatliche Bevormundung).
Als paternalistisch werden auch Handlungen oder Regeln außerhalb des politischen Kontextes bezeichnet, die gegen den Willen, aber auf das vermeintliche Wohl eines anderen ausgerichtet sind. Paternalistische Regelungen werden von den Adressaten häufig als Bevormundung und Einengung ihrer Autonomie angesehen.

## Rechtfertigung des Paternalismus
Gerechtfertigt werden paternalistische Eingriffe meist mit dem Blick auf die Schwachen der Gesellschaft, die ihre Interessen nicht selbst zur Geltung bringen können: Der „mächtigere Part könne aufgrund seiner größeren Lebenserfahrung, seines detaillierten Professionswissens, seiner Ausbildung bzw. aufgrund bestimmter institutionell zugewiesener Amtsbefugnisse besser als das Kind, der Patient oder ein anderer auf Hilfe Angewiesener ermessen und entscheiden, was sachlich und unter den gegebenen Bedingungen für diesen gut sei.“ Eine solche Legitimation wurde und wird in zahlreichen Kontexten verwendet, etwa von Kolonialverwaltungen, kommunistischen Parteien, Kirchen, Gesundheits- und Sozialbehörden oder Erziehungseinrichtungen; meist gründet sie sich auf einen gewissen gesellschaftlichen Konsens.

## Begriffsgeschichte
Der Begriff „Paternalismus“ bzw. „paternalistisch“ wurde seit dem späten 19. Jahrhundert in kritischer Absicht gegen die aufgeklärt-liberale Position von der Freiheit und Autonomie des Individuums, wie sie von John Stuart Mill geprägt wurde, und das damit verbundene Staatskonzept verwendet. Er überträgt die in patriarchalen Kulturen verbreitete Idee, wonach männliche Familienoberhäupter (lateinisch pater familias, „Hausherr“) verantwortlich für das Wohlergehen der ihnen Untergeordneten und von ihnen Abhängigen sind, auf Staat und Gesellschaft und schreibt diese protektive Rolle den Monarchen oder Regierungen zu, denen generelles Wohlwollen (benevolence) gegenüber den Untertanen bzw. Regierten unterstellt wird. Mill zufolge sind paternalistische Handlungen jedoch nur dann legitimiert, wenn sie den „Schaden für andere Personen als den Handelnden (reduzieren) und es vermutlich keine anderen Mittel gibt, die gleichermaßen wirksam und mit geringeren Verletzungen anderer Werte“ verbunden sind als die paternalistische Handlung.
Während der Industrialisierung erhielt das Konzept eine erweiterte Bedeutung, indem es auf das Verhältnis zwischen Unternehmern und Beschäftigten und auf das zwischen den sozialen Klassen insgesamt übertragen wurde, wobei den Privilegierten stets eine größere Verantwortung für die weniger Privilegierten zugeschrieben wurde. (Auch heute wird in Deutschland oft von der Verantwortung der „Leistungsträger“ für die gesamte Gesellschaft gesprochen, wobei jedoch nicht das Wohlergehen der konkreten Individuen gemeint ist, sondern eher eine abstrakte Systemverantwortung.)
In den USA wurde das Ausmaß des politischen Paternalismus zum Dauerstreitpunkt zwischen Sozialreformern und Verteidigern des freien Marktes. Beschränkte sich der Paternalismusvorwurf der Liberalen zunächst auf die Sklavenhalter (was zweifellos deren Selbstverständnis entsprach), so wurden später fast alle sozialpolitischen Maßnahmen als paternalistisch denunziert.
Der Diskurs um Paternalismus gewann in den 1970er-Jahren wieder an Aktualität und wurde differenzierter, nachdem Gerald Dworkin den Artikel Paternalism in dem von Richard A. Wasserstrom herausgegebenen Sammelwerk Morality and the Law veröffentlicht hatte. Darin legitimierte Dworkin den Paternalismus als Form des Tausches von Sicherheit gegen gewisse Beschränkungen der Freiheit. Lawrence Mead versuchte in der Folge einen „neuen“, staatsinterventionistischen Paternalismus wohlfahrtstheoretisch zu begründen, welcher die soziale und ökonomische Integration von Armen, Obdachlosen, Gefangenen oder psychisch Kranken fördern sollte. Die radikalen Marktliberalen gaben ihren Widerstand gegen soziale Schutzmaßnahmen zwar teilweise auf, verlangten jedoch, dass die Betroffenen für ihre Absicherung (z. B. durch freiwillige private Versicherungen) weitgehend selbst verantwortlich sein sollten, während der Sozialphilosoph John Kleinig auf Anreize für eigenverantwortliches Verhalten statt auf Freiheitsbeschränkungen und Zwang setzte. Der britische Entwicklungstheoretiker Guy Standing verwies auf die Risiken einer dauernden Überwachung der Armen, was er auch auf Entwicklungsländer bezog.

## Formen des Paternalismus

### Wohlfahrtspaternalismus
Während der „schwache“ (weak) Paternalismus, so wie er von Dworkin definiert wurde, sanfte Anstöße (nudge) oder Zwangsmaßnahmen akzeptiert, um das Leben und die Gesundheit der Bürger zu schützen, greift der „starke“ (strong) Paternalismus bereits ein, wenn eine Person die Auswirkungen ihrer Entscheidungen nicht überblicken kann (siehe auch Meritorische Güter). Diese Variante des Paternalismus wird auch „asymmetrischer Paternalismus“ genannt, weil er auf der Annahme eines prinzipiellen Wissensgefälles von Staat und verschiedenen Gruppen von Bürgern beruht. Dabei besteht das Problem darin, zu entscheiden, wann ein Mensch uneinsichtig oder prinzipiell entscheidungsunfähig ist. Außerdem ist die Entscheidung schwierig, ob irrational erscheinende Handlungen nicht doch einem kurzfristig oder langfristig rationalen Kalkül entsprechen.
In wohlfahrtstheoretischer Hinsicht wird auch zwischen negativem und positivem Paternalismus unterschieden. Negativ-paternalistisch sind Eingriffe, die das Individuum vor offensichtlichem Schaden zu bewahren suchen, positiv-paternalistisch solche, die auf die Maximierung seines Wohl zielen (z. B. Schutz vor Altersarmut).
Der Verhaltensökonom Richard Thaler und der Rechtswissenschaftler Cass Sunstein, der als Berater für die Regierung von Barack Obama arbeitete, schufen 2003 den Begriff des libertarian paternalism, womit sie suggierierten, dass eine paternalistische Verhaltenssteuerung durchaus mit einem großen Maß an persönlicher Freiheit vereinbar sei; man könne ja immer auch anders entscheiden. Dieser Ansatz kommt dem des asymmetrischen Paternalismus nahe. Kritisiert wird der in sich widersprüchliche Begriff von Anhängern des Libertarismus, die den Begriff liberarian zwingend mit einer Ausweitung und nicht mit zwangsweisen Einschränkungen individueller Freiheiten verbinden, aber auch aus Sicht der empirischen Entscheidungstheorie.
Der Jurist Thomas Gutmann sieht enge rechtliche Grenzen paternalistischer Eingriffe dann, wenn sie ausschließlich konsequentialistisch begründet sind, also Folgen von Handlungen ausschließlich nach ihren Wirkungen beurteilt werden, wie dies beim utilitaristischen welfarism mit seiner Idee der Wohlfahrtsmaximierung der Fall ist, und erst recht, wenn ihnen idealistisch-perfektionistische Konzepten des Guten zugrunde liegen.

### Neopaternalismus
Als Neo-Paternalismus werden Bemühungen von Staaten verstanden, die sich im Wettbewerb mit anderen Staaten befindlich betrachten und versuchen, ihre Bürger fit für den Arbeitsmarkt zu machen oder ihre Produktivität durch Weiterbildung zu steigern. Dazu dienen vor allem (bildungs-)politische Maßnahmen, die das lifelong learning fördern oder eine „Lerngesellschaft“ propagieren. Die Ziele des lebenslangen Lernens oder Sich-fit-Haltens für den Arbeitsmarkt treten an die Stelle der klassisch-paternalistischen lebenslangen Versorgung: Jeder Bürger soll befähigt werden, sich im Spiel der freien Marktkräfte zu behaupten. Dafür werden Formen des nudging, aber auch Sanktionsdruck eingesetzt. Auch gesundheits-, ernährungs-, familien- oder medienpolitische Zielvorgaben werden im Rahmen neo-paternalistischer Strategien zwecks Steigerung der individuellen Leistungsfähigkeit propagiert. Dabei werden den immer stärker von Fremdwissen abhängigen Bürgern immer mehr Orientierungen in Grundfragen von Gesundheit, Bildung und Altersvorsorge vorgegeben bzw. nahegelegt. Norbert Bolz formuliert diese Strategie so: Der Paternalismus schützt mich vor meiner eigenen Willensschwäche und Irrationalität. Andere tun für mich, was ich selbst tun würde, wenn ich bei klarem Verstand wäre. Der Neo-Paternalismus weist Analogien zu Michel Foucaults (vor allem auf das christliche Mittelalter bezogenen) Begriff der Pastoralmacht auf, deren Wiederbelebung in staatlicher Form als Reaktion auf den Zerfall der Integrationsfähigkeit des kapitalistischen Wirtschafts- und Sozialsystems verstanden werden kann. Gegenüber dem industriellen Paternalismus des späten 19. Jahrhunderts und des Wohlfahrtsstaates liegt hier eine wesentliche Umkehr der Verantwortung vor: Nicht Unternehmen und Staat sind für das Wohlergehen der Arbeiter verantwortlich, sondern diese müssen dazu angehalten werden, für sich selbst Sorge zu tragen.

### Medialer Paternalismus
Zensur, aber auch die Kontrolle jugendgefährdender Schriften sind klassische Beispiele für einen medialen Paternalismus, der bestrebt ist, entweder die Gesamtheit oder wie im Falle des Jugendschutzes spezielle Altersgruppen vor der vermeintlich schädlichen Wirkungen von Druckerzeugnissen zu schützen. Der Medieninformatiker Daniel Ullrich und die Psychologin Sarah Diefenbach kritisieren einen heute immer stärker verbreiteten bevormundenden „Nanny-Journalismus“ von „paternalistischen Journalisten“, die sich für eine Sache einsetzen, die sie als gut ausgemacht haben, oder nicht über Ereignisse berichten, weil sie die Information für gefährlich oder anstößig halten. Das habe nach 2015 zur Vertrauenskrise gegenüber den sogenannten Mainstreammedien beigetragen, die „Betrugsaversion“ in der Bevölkerung verstärkt und sei damit kontraproduktiv gewesen. Die „gut gemeinte“ Bevormundung erfolge nicht nur durch Selektion, Gewichtung und Kommentierung von Meldungen oder Teilen einer Meldung (z. B. das Wegschneiden oder hochregeln von Beifall oder Buhrufen nach einer Rede, Auswahl von Bildern – von Frauen und Kindern statt junger männlicher Geflüchteter usw.), sondern auch auf der Metaebene durch Formulierungen wie „wir erklären Ihnen“, „ordnen für Sie ein“ usw.
Eine Gegenposition zur Forderung des Kommunikationssoziologen Horst Pöttker, die Herkunft von Straftätern in der Berichterstattung zu nennen, bezieht die Journalistin Canan Topçu: „Die Forderung des Professors ist falsch, denn sie verbaut mehr Wege zur Wahrheit als sie eröffnet. Pöttker geht von einem ‚mündigen Publikum‘ aus, an das sich Journalisten zu richten hätten. Ich nicht. Ich habe lediglich Bürger vor Augen, die ich nach bestem Wissen und Gewissen informieren möchte.“

## Beispiele

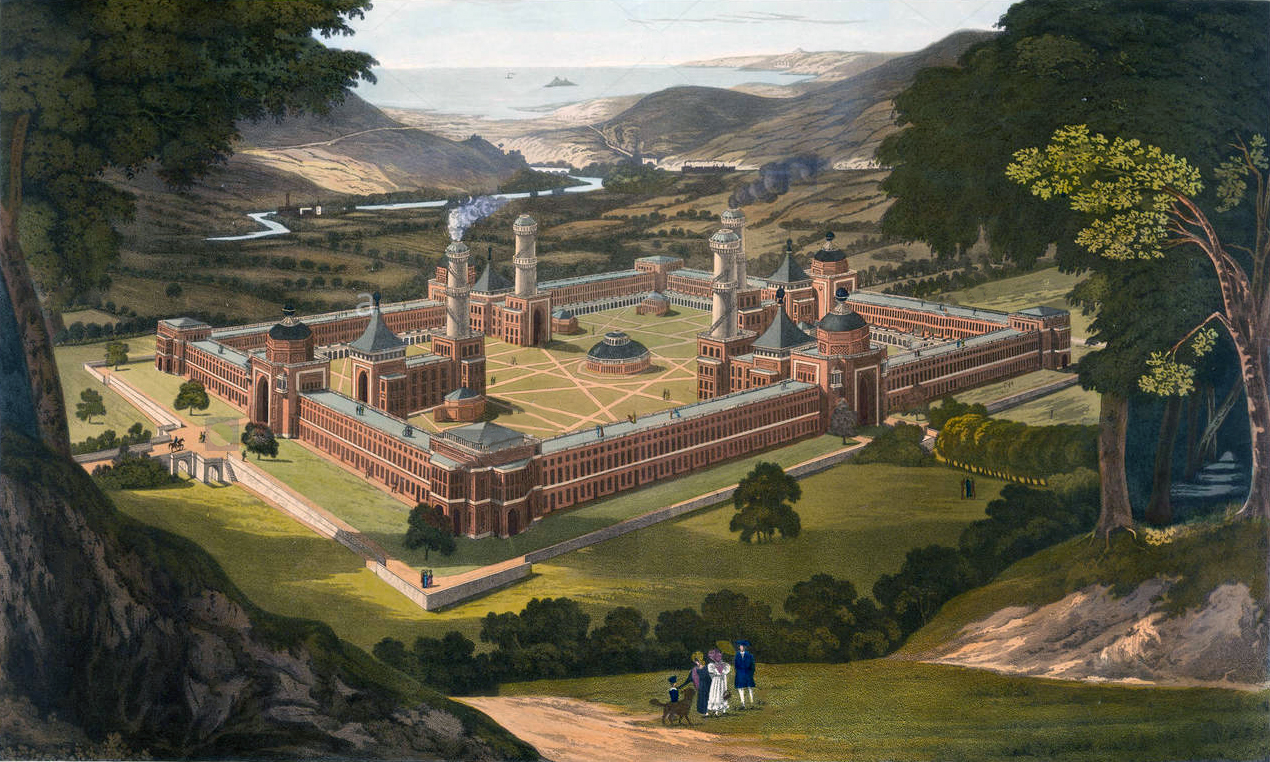
Robert Owens Vision von New Harmony, Indiana, die nie verwirklicht wurde

Der Ausdruck „Paternalismus“ bezeichnet auch Maßnahmen zur Lösung der sozialen Frage in Deutschland im 19. Jahrhundert in Form einer privaten betrieblichen Sozialpolitik der Großunternehmer (wie Krupp, Stumm u. a.). Diese boten den Arbeitern Betriebskrankenkassen, betriebliche Altersversorgung, Unterstützung in Notlagen, Werkswohnungen sowie Werkskantinen. Ziel war es, den jeweiligen Betrieb als Kombination aus Herrschafts- und Produktionsbereich sowie Lebensgemeinschaft auszubauen. So versuchte ein eigens eingerichtetes Soziologisches Department der Ford Motor Company, einen sparsamen und abstinenten Lebensstil der Mitarbeiter zu fördern, indem sie z. B. deren Bankkonten und den Kirchenbesuch kontrollierte. Auch die Versuche von Robert Owen zur Gründung von Arbeitersiedlungen in New Harmony (Indiana) und England können als paternalistische Experimente mit genossenschaftlich-frühsozialistischer Ideologie angesehen werden.
Ein weiteres charakteristisches Beispiel für eine paternalistische Ideologie bildet die Selbstwahrnehmung der Sklaven haltenden Pflanzer in den Südstaaten der Vereinigten Staaten im 17. bis 19. Jahrhundert.
Auch in der heutigen westlichen Gesetzgebung finden sich zahlreiche Beispiele für eindeutig paternalistisch einzustufende Regelungen. So stellt die Anschnallpflicht eine Gesetzesregelung dar, die hauptsächlich darauf ausgerichtet ist, Personen davon abzuhalten, sich selbst unbeabsichtigt Schaden zuzufügen. In Großbritannien erregte in den frühen 1990er-Jahren der „Spanner-Fall“ Aufsehen, wobei es zur Verhaftung und Verurteilung von Sadomasochisten unter dem Tatbestand der Körperverletzung kam. Dabei wurde der Umstand nicht gewertet, dass alle Beteiligten im gegenseitigen Einvernehmen gehandelt hatten. Auch eine Impfpflicht z. B. im Fall einer Pandemie oder die allgemeine Schulpflicht haben paternalistische Aspekte. Das Motto „Fördern und Fordern“, das die deutschen Arbeitsmarktreformen von 2005 charakterisieren soll, trägt neben klassisch-kontrollierenden paternalistischen auch aktivierende Züge, die freilich ebenfalls von Zwang begleitet sind.
Hier und in ähnlichen Konzepten vermischen sich Züge des Paternalismus mit denen des Empowerment. Dabei entstehen oft Paradoxien,  so wenn z. B. Menschenrechtsaktivisten, die kolonialen Eliten entstammen, die Subalternen auffordern, ihre Menschenrechte wahrzunehmen.
Jede Form von Erziehung ist wegen der vorausgesetzten Asymmetrie einer pädagogischen Beziehung bis zu einem gewissen Grad paternalistisch. Allerdings rechtfertigt das nicht jeden Eingriff. In ethischer Hinsicht ist die Zugehörigkeit zu einer Altersgruppe für sich genommen moralisch irrelevant. Altersgrenzen für pädagogisch-paternalistische Eingriffe sind demnach nur pragmatisch zu begründen. So unterscheidet der Rechtsphilosoph Joel Feinberg auch in Bezug auf den pädagogischen Paternalismus zwischen starkem und schwachem Paternalismus. Starker Paternalismus ist nach Feinberg illegitim, da er sich gegen den ausgereiften Willen einer entwickelten Person wendet; schwacher Paternalismus hingegen greift in ein noch nicht autonomes  Handeln ein. So macht es einen Unterschied, einem Kind oder einem erfahrenen Sportler eine gefährliche Aktivität zu verbieten; das erstere ist leichter legitimierbar.
Das Verhältnis von Arzt und Patient wird ebenfalls oft als paternalistisch beschrieben: War die traditionelle Patient-Arzt-Beziehung von einem asymmetrischen, sogenannten „paternalistischen“ Verhältnis gekennzeichnet, in dem sich der Arzt oft über berechtigte Wünsche des Patienten hinwegsetzt (eine Form des strong paternalism), so setzt die zeitgemäße Medizin bzw. Fürsorgeethik statt auf Paternalismus auf den mündigen Patienten und eine symmetrische, partnerschaftliche Beziehung, die an der Autonomie des Patienten orientiert ist und dessen Kompetenzen einbezieht. Von weak paternalism spricht man, wenn offenbar ganz unbegründete Wünsche eines nicht einsichtsfähigen Patienten nicht berücksichtigt werden.
Aber auch in jedem Klientenverhältnis delegiert der Klient einen großen Teil der Problemlösung an Professionals, woraus eine Bevormundungssituation resultieren kann, so z. B. bei der Arbeitsvermittlung oder Berufsberatung.